# کریس کران (بازیکن فوتبال، زاده سپتامبر ۱۹۷۱)
کریس کران (انگلیسی: Chris Curran؛ زادهٔ ۱۷ سپتامبر ۱۹۷۱) بازیکن فوتبال اهل بریتانیا است.
از باشگاه‌هایی که در آن بازی کرده‌است می‌توان به باشگاه فوتبال نیوپورت کانتی، باشگاه فوتبال تورکی یونایتد، باشگاه فوتبال ویموث، باشگاه فوتبال اکستر سیتی، باشگاه فوتبال تیورتون تاون و باشگاه فوتبال پلیموث آرگیل اشاره کرد.